# Флеров-Булхак, Барбара
Барбара Флеров-Булхак (пол. Barbara Flerow-Bułhak; годы жизни неизвестны) — польская шахматистка, участница чемпионата мира по шахматам среди женщин (1937).

## Биография
Барбара Флеров-Булхак участвовала в первых двух чемпионата Польши по шахматам среди женщин. В 1935 году она заняла 7-e место, а в 1937 году завоевала титул вице-чемпионки Польши по шахматам (оба турнира были сыграны в Варшаве). Также она участвовала в двух чемпионатах Варшавы среди женщин, в которых в 1936 году заняла 2-е место, а в 1936 году поделила 1-е — 2-е место с Региной Герлецкой.
В 1937 году в Стокгольме Барбара Флеров-Булхак приняла участие в турнире за звание чемпионки мира по шахматам, где она поделила 17-е — 20-е место.
Нет достоверных сведении о дальнейшей судьбе шахматистки.